# Benny Blanco
Benjamin Joseph Levin (8 maart 1988, Reston), professioneel bekend als Benny Blanco, is een Amerikaanse muziekproducent en acteur. Hij ontving in 2013 de Hal David Starlight Award van de Songwriters Hall of Fame.  Hij won ook vijf keer op rij de BMI Songwriter of the Year Award en won in 2017 de iHeartRadio Producer of the Year Award.
Levin werd aanvankelijk begeleid door songwriter en producer Dr. Luke, die Levin contracteerde bij zijn productiebedrijf Kasz Money Productions. Onder zijn leiding coproduceerde en schreef Levin eind jaren 2000 en daarna een groot aantal hitsingles. Levins werk heeft geleid tot een verkoop van meer dan 500 miljoen album-equivalente exemplaren wereldwijd voor artiesten als Ed Sheeran, Justin Bieber, Katy Perry, Maroon 5, Christina Aguilera, Kesha, Britney Spears, Rihanna, Sia, The Weeknd, Kanye West, Avicii, Selena Gomez, Adam Lambert, Charlie Puth, Keith Urban, OneRepublic, Wiz Khalifa, J Balvin, Juice Wrld en SZA.
Levin is ook de oprichter van twee labels in samenwerking met Interscope Records, Mad Love Records en Friends Keep Secrets. Hij heeft onder meer artiesten als Tory Lanez, Jessie Ware en Cashmere Cat gecontracteerd.

## Persoonlijk
Levin heeft sinds 2023 een relatie met Selena Gomez. En zij hebben zich verloofd op 11 december 2024.
- Gemeinsame Normdatei: 141517204
- International Standard Name Identifier: 0000 0004 6184 6077
- Library of Congress Control Number: n2010047305
- MusicBrainz: 5a6131f9-f8db-4722-b4d7-6a0c7183c590
- Virtual International Authority File: 34145971596332332887
- WorldCat: E39PBJhMfgHXbP4wmCJVhGD8YP